# 39 Leonis
39 Leonis är Flamsteed-beteckningen för en stjärna i stjärnbilden Lejonet. Den har en skenbar magnitud på 5,90. Mätningar gjorda med rymdteleskopet Hipparcos visar på en årlig parallaxförskjutning på 0,04385″, vilket motsvarar ett avstånd på cirka 74,4 ly (22,8 pc) från solen.
39 Leonis har spektraltyp F6 V, vilket indikerar att det är en huvudseriestjärna. Den lyser med en ljusstyrka mer än dubbelt så stor som solens, även om den har nästan samma massa och storlek. Stjärnan har en uppskattad ålder på 6,3 miljarder år. Förekomsten av andra grundämnen än väte och helium är ungefär hälften av solens, vilket gör det till en metallfattig stjärna. Den effektiva temperaturen hos den stellära atmosfären är 6 118 K.
Observationer gjorda med satelliten Akari vid våglängden 18 μm visar ett överskott av infrarödexcess. Det har därför föreslagits att en inre fragmentskiva kretsar kring stjärnan på ett avstånd större än fyra astronomiska enheter (AE). Det fanns inget signifikant överskott vid 22 μm.
En binär stjärna ligger vid en vinkelseparation på 7.72″ längs positionsvinkeln 302,7°, vilket motsvarar en projicerad separation på 175 AE. Det är en röd dvärgstjärna med spektraltyp M1 och en skenbar magnitud på 11,40.